# Julia Sauter

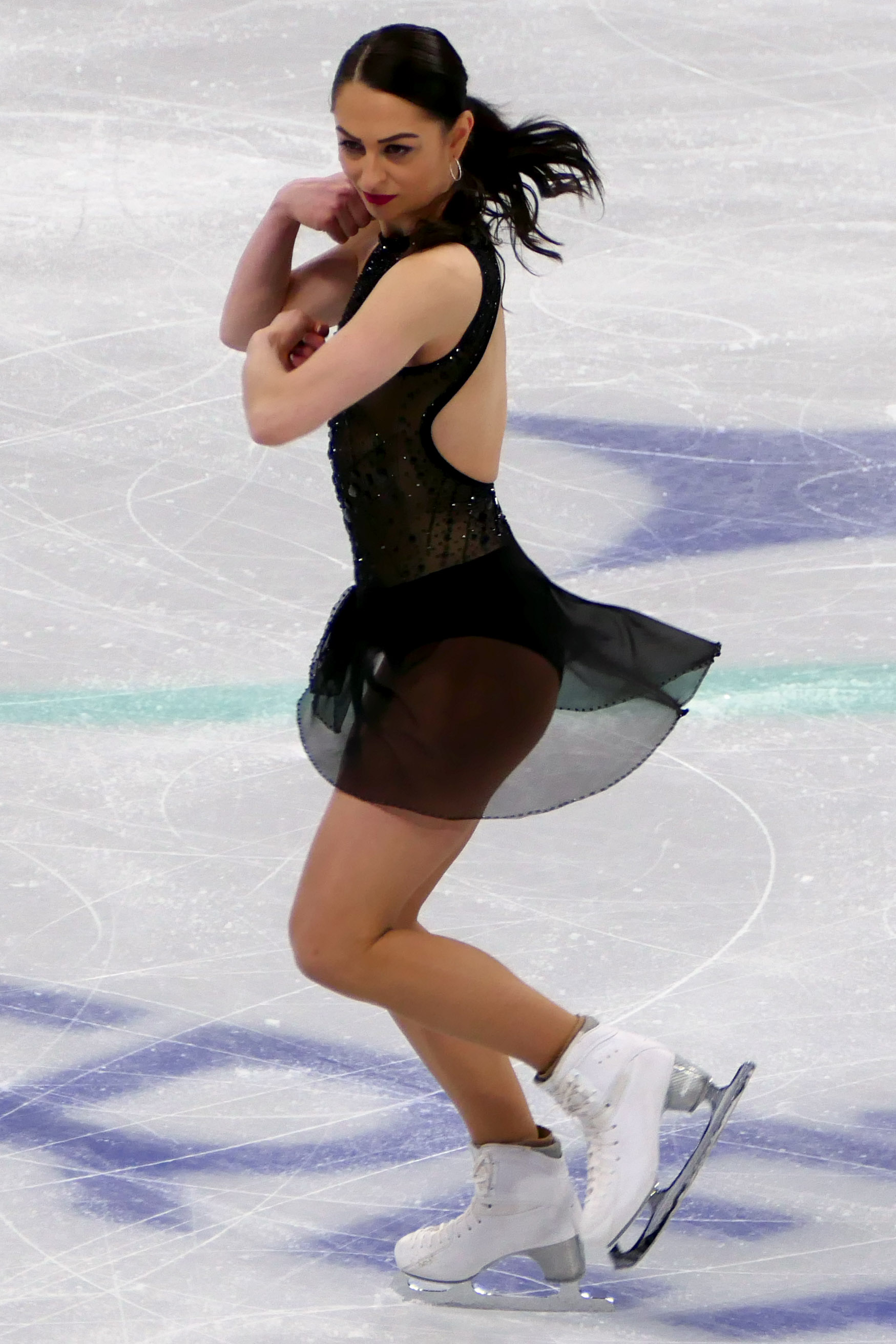
Julia Sauter (2024)

Julia Sauter-Czarnik (* 18. Juni 1997 in Weingarten) ist eine deutsch-rumänische Eiskunstläuferin, die für Rumänien im Einzellauf startet.
Sauter wuchs in Ravensburg auf. Im Eisstadion St. Christina lernte sie beim ESC Ravensburg Eiskunstlauf. Marius Negrea wurde auf sie aufmerksam und wurde ihr Trainer. Sauter zog mit ihrer Mutter nach Brașov und startet seitdem wegen der besseren Bedingungen für Rumänien.
Sauter war mehrfach rumänische Meisterin und erreichte bei den Eiskunstlauf-Europameisterschaften 2025 den 7. Platz, ihr bestes internationales Ergebnis.
Sauter ist mit dem Ravensburger Eishockeyspieler Robbie Czarnik verheiratet.